# Geheimnis Tibet
Geheimnis Tibet ("Tibet Segreto"), o "Lhasa-Lo - Die verbotene Stadt" è un documentario propagandistico nazista sulla spedizione SS in Tibet del 1938/1939 condotta da Ernst Schäfer e promossa da Heinrich Himmler. L'anteprima della pellicola ebbe luogo il 16 gennaio 1943 a Monaco di Baviera per l'inaugurazione dell'Istituto per la ricerca in Asia centrale Sven Hedin alla presenza dello stesso esploratore svedese. Il film fu distribuito il 18 gennaio dello stesso anno.

## Contenuto
Il documentario fu assemblato a partire dai filmati ripresi nel 1938/1939 dai partecipanti alla spedizione in Tibet, in particolare da Ernst Krause.
La pellicola si apre descrivendo le motivazioni della spedizione, ne presenta i membri e le relative mansioni e narra le prime fasi della stessa, indugiando sulle ambientazioni selvagge, sulla flora e sulla fauna del Tibet. Il documentario mostra poi la danza sacra dei tibetani per il dio della guerra Mahakala ed alcune sequenze che illustrano le rilevazioni antropometriche prese sulla popolazione locale da Bruno Beger. La parte centrale del documentario descrive gli usi ed i costumi della popolazione tibetana, le credenze religiose ed i riti come, ad esempio, la sepoltura celeste. La parte finale descrive la città proibita di Lhasa e la vita della sua popolazione.